# Верхов’я (сільське поселення селище Юбілейний)
Верхов’я (рос. Верховье) — присілок в Малоярославецькому районі Калузької області Російської Федерації.
Населення становить 0 осіб. Входить до складу муніципального утворення Селище Юбілейний.

## Історія
Від 2004 року входить до складу муніципального утворення Селище Юбілейний.

## Населення
| 2002 | 2010 |
| ---- | ---- |
| 0    | →0   |